# Консультативный комитет по антарктическим названиям
Консультативный комитет по антарктическим названиям (англ. Advisory Committee on Antarctic Names, ACAN или US-ACAN) — подразделение Совета США по географическим названиям, которое отвечает за выработку рекомендаций для названий географических объектов в Антарктике.
Несмотря на подписание в 1959 году и последующую ратификацию в 1961 году Договора об Антарктике, заморозившего территориально-политические притязания в Антарктике стран мира на любые территории антарктической области планеты южнее 60° ю. ш., до настоящего времени не выработан единый алгоритм утверждения топонимов Антарктики, признаваемый международным сообществом. В связи с этим США не признают территориальные границы в Антарктике, и ACAN присваивает названия объектам в любом её месте континента, консультируясь лишь с другими национальными органами США.
ACAN в своей деятельности руководствуется политикой по наименованию географических объектов, выложенной на официальном сайте Совета по географическим названиям.